# Jean-Luc Ettori
Jean-Luc Ettori (født 29. juli 1955 i Marseille, Frankrig) er en tidligere fransk fodboldspiller, der tilbragte hele sin aktive karriere, fra 1975 til 1992, som målmand hos Ligue 1-klubben AS Monaco. Han nåede at spille 754 kampe for klubben, og var med til at vinde tre franske mesterskaber og tre Coupe de France-titler. Han nåede desuden at spille ni kampe for Frankrigs landshold, som han repræsenterede ved VM i 1982 i Spanien.
Efter sit karrierestop var Ettori i en kort periode i 1995 desuden træner for Monaco.

## Titler
Ligue 1
- 1978, 1982 og 1988 med AS Monaco

Coupe de France
- 1980, 1985 og 1991 med AS Monaco